# Persona 5: Dancing in Starlight
Persona 5: Dancing in Starlight, conocido en Japón como Persona 5: Dancing Star Night, es un videojuego musical desarrollado por P-Studio y publicado por Atlus, para las consolas PlayStation 4 y PlayStation Vita, que cuenta con los personajes del juego de rol Persona 5. Su fecha de lanzamiento en Japón se produjo el 24 de mayo de 2018. Mientras que en occidente fue lanzado el 4 de diciembre de 2018.
El videojuego fue anunciado de manera simultánea junto con Persona 3: Dancing Moon Night, el 2 de agosto de 2017 a través de un tráiler.

## Sinopsis
Cuando Ren despierta, él y los Phantom Thieves se encuentran reunidos en una habitación que se convierte en el Club Velvet. Las residentes de la Velvet Room Caroline y Justine aparecen repentinamente ante los asustados Phantom Thieves, y les anuncian que van a organizar una fiesta de baile. Si bien el repentino anuncio sorprende al grupo, se ven obligados a aceptar la propuesta de las gemelas como una "misión" para los Phantom Thieves. ¿Cómo se desarrollará esta misteriosa fiesta?

## Jugabilidad
Persona 5: Dancing in Starlight es un juego musical que cuenta con los personajes del título Persona 5. El personaje baila al ritmo de una canción, mientras el jugador tiene como objetivo seguir los patrones que aparecen en pantalla oprimiendo los botones correspondientes. Durante una sección de la canción llamada "Fever", otro personaje se unirá a la rutina de baile y realizarán una coreografía en conjunto. Los personajes pueden interactuar entre sí en la Velvet Room (La habitación de Terciopelo), un lugar recurrente dentro de la serie de videojuegos Persona. Este sistema de interacciones recibe el nombre de "Commu" y es de mucha importancia ya que reflejará las relaciones y el estado de los personajes en el videojuego, siendo diferentes según el tipo de amistad o enemistad que mantengan. En el modo "Commu", se puede hablar con los amigos y disfrutar de mini-eventos. Si se completan las condiciones establecidas para cada personaje, se desbloquearán nuevos eventos, a través de los cuales se podrán obtener disfraces y accesorios. Se debe prestar atención al entusiasmo de los amigos por el baile y sus sentimientos para profundizar aún más los lazos. Además, al conseguir ciertos objetivos durante el juego, se desbloquearán distintas vestimentas y accesorios para los personajes. Desde disfraces geniales hasta disfraces divertidos, existen varios objetos de personalización en el juego.

## Personajes
Los personajes jugables son: Ren Amamiya (Joker), Ryuji Sakamoto (Skull), Ann Takamaki (Panther), Morgana (Mona), Yusuke Kitagawa (Fox), Makoto Niijima (Queen), Futaba Sakura (Oracle), Haru Okumura (Noir) y las asistentes de Igor, Caroline y Justine.Via DLC, se puede jugar como Goro Akechi (Crow).

## Contenido descargable
El videojuego obtuvo personajes descargables que estuvieron disponibles posteriormente al lanzamiento del mismo. Estos personajes fueron: Theodore y Shinjiro Aragaki de Persona 3, Labrys de Persona 4 Arena, Sho Minazuki de Persona 4 Arena Ultimax, y Goro Akechi y Lavenza de Persona 5. También hay un DLC llamado "Atlus Selection Assorted Costumes DLC Set", que incluye múltiples atuendos pertenecientes a otros videojuegos de Atlus, desde la serie Shin Megami Tensei hasta los juegos Devil Summoner, entre otros. Este DLC, que viene incluido en la edición Persona Dancin’ Deluxe Twin Plus, pudo adquirirse luego del lanzamiento del videojuego, para PlayStation 4 y PlayStation Vita. Otro DLC incluye vestimentas de los personajes de las sagas de videojuegos Yakuza y Sonic.

## Lista de canciones
El juego tiene una mezcla de canciones pertenecientes a Persona 5 y otras completamente nuevas.
- "Rivers in the Desert"
- "Wake Up, Get Up, Get Out There" (Jazztronik Remix)
- "Keeper of Lust"
- "Blooming Villain" (Atlus Konishi Remix)
- "Hoshi to Bokura to" (Tofubeats Remix)
- "Tokyo Daylight" (Atlus Kozuka Remix)
- "Wake Up, Get Up, Get Out There"
- "Rivers in the Desert" (Mito Remix)
- "Booming of Villain"
- "Life Goes On"
- "Price"
- "Whims of Fate" (Yukuhiro Fukutomi Remix)
- "Beneath the Mask" (KAIEN Remix)
- "Will Power" (Shacho Remix)
- "Last Surprise" (Taku Takahashi Remix)
- "Haha no Ita Hibi" (Atlus Kitajoh Remix)
- "Life Will Change" (Atlus Meguro Remix)
- "Jaldabaoth ~Our Beginning"
- "Last Surprise"
- "Life Will Change"
- "Groovy"
- "One Nightbreak"
- "Rivers in the Desert" (Persona Super Live P-Sound Bomb 2017)
- "Hoshi to Bokura to"
- "Last Surprise" (Jazztronik Remix)

## Ediciones
Además de la versión estándar, el juego también se podía adquirir en dos ediciones especiales que se ponían a la venta en Japón:
Persona Dancin’ All-Star Triple Pack: Disponible solo para PlayStation 4, que incluye:
- Una copia física de Persona 5: Dancing Star Night para PS4.
- Una copia física de Persona 3: Dancing Moon Night para PS4.
- Una copia digital de Persona 4: Dancing All Night para PS4 con gráficos en alta resolución.
- Caja ilustrada por Shigenori Soejima.
- Banda sonora completa (cuatro discos con más de 60 temas).

Persona Dancin’ Deluxe Twin Plus: Disponible solo para PlayStation Vita, que incluye:
- Una copia física de Persona 5: Dancing Star Night para PSVita.
- Una copia física de Persona 3: Dancing Moon Night para PSVita.
- "Atlus Selection Assorted Costumes DLC Set", un set de 15 vestimentas alternativas para los personajes de ambos juegos.
- Caja ilustrada por Shigenori Soejima.
- Banda sonora completa (cuatro discos con más de 60 temas).

En América y Europa se lanzará la colección Endless Night Collection, un paquete que incluye una copia de los juegos Persona 5: Dancing in Starlight y Persona 3: Dancing in Moonlight más un código de descarga para Persona 4:Dancing All Night.

## Desarrollo
El videojuego fue anunciado por Atlus el 2 de agosto de 2017 mediante un tráiler, informando que estaría disponible en las consolas PlayStation 4 y PlayStation Vita, y que sería puesto a la venta en el año 2018. Este tráiler también vino acompañado por otro presentado el juego Persona 3: Dancing Moon Night, por lo cual se confirmaba que ambos títulos se encontraban siendo desarrollados al mismo tiempo. En una entrevista a la revista Famitsu, el productor de los dos juegos Kazuhisa Wada, reveló que trabajar de manera simultánea en dos videojuegos mantenía al equipo de desarrollo bajo un ritmo de trabajo muy ajustado, pero que estaban dándolo todo para terminar ambos títulos. También explicó que los distintos personajes reflejarán sus relaciones a través de diferentes coreografías y que el videojuego contaría con varios modos de juego. El compositor de la música del juego, Ryota Koduka, declaró: «Los juegos principales contaban historias serias y profundas, pero aquí queremos introducir elementos locos y coloridos que no podíamos incorporar en la historia principal».
El 21 de febrero de 2018, a través de un blog en la página oficial de PlayStation Japón, se informó que Persona 5: Dancing Star Night y Persona 3: Dancing Moon Night incluirían soporte para PlayStation VR. Este blog aclaraba que en la sección de preventa de ambos juegos en la PlayStation Store, podía leerse la siguiente descripción: «En cada uno de los títulos, el jugador podrá personalizar a los personajes con varios atuendos y objetos. Se podrá disfrutar de conversaciones con los personajes en eventos llamados 'Commu', y en las versiones de PlayStation 4, habrá elementos compatibles con PlayStation VR». Posteriormente, en las páginas oficiales de ambos juegos fueron revelados detalles de como funcionaría este sistema. En el modo "Commu", después de profundizar los lazos con los distintos personajes, el jugador tendrá la posibilidad de explorar sus habitaciones. En estas secciones del juego, en las versiones de PS4, es donde el jugador podrá utilizar los cascos de realidad virtual PlayStation VR. En cuanto al sistema de personalización de los personajes, se explicó que existirán 120 accesorios disponibles, incluyendo los DLC, y que se podrán equipar dos piezas para cada personaje.
En junio de 2018, Atlus anunció que el videojuego sería lanzado en occidente, aunque su nombre sería cambiado ligeramente, pasándose a llamar Persona 5: Dancing in Starlight. Además, esta versión occidental del juego incluirá subtítulos en español.

## Recepción

### Crítica
Persona 5: Dancing in Starlight recibió críticas mayormente positivas por parte de la prensa especializada, logrando una calificación promedio de 73% en Metacritic. Por otra parte, el juego recibió una valoración de 32 sobre 40 en el análisis realizado por la revista japonesa Famitsu.

### Ventas
En su semana de estreno en Japón, el juego logró vender un total de 35.116 copias en PlayStation 4 y 31.794 copias en PlayStation Vita, aunque casi la totalidad de las ventas correspondieron a algunas de las dos ediciones especiales en las que el título estaba incluido.